# Coenobia despecta
Coenobia despecta là một loài bướm đêm trong họ Noctuidae.